# زابووچیه (گمینا بیاوا پودلاسکا)
زابووچیه (به لهستانی:  Zabłocie) یک روستا در لهستان است که در گمینا بیاوا پودلاسکا واقع شده‌است.